# Sheree J. Wilson
Sheree J. Wilson est une actrice américaine née le 12 décembre 1958 à Rochester (Minnesota).

## Biographie
Elle est surtout connue pour ses rôles d'April Stevens dans la série Dallas de 1986 à 1991, puis du substitut du procureur Alex Cahill dans Walker, Texas Ranger de 1993 à 2001.

### Vie privée
Elle est mariée et a 2 enfants.

## Filmographie

### Cinéma
- 1985 : Vacances de folie (Fraternity Vacation) de James Frawley : Ashley Taylor
- 1985 : Mort sur le grill (Crimewave) : Nancy
- 1994 : Walker Texas Ranger 3: Deadly Reunion : Alexandra Cahill
- 1994 : Hellbound (Face à l'enfer) de Aaron Norris : Leslie
- 2003 : Midnight Expression : Mary Drake
- 2004 : Birdie and Bogey : Shelia
- 2006 : Fragile : Sophie
- 2011 : The Gundown : Sarah Morgan
- 2013 : Mission Père Noël (A Country Christmas) : Bonnie Branson, journaliste

### Télévision
- 1984 : Espionnes de charme (Velvet) (TV) : Ellen Stockwell
- 1985 - 1986 : Our Family Honor (série télévisée) : Rita Danzig
- 1985 : Kane and Abel (feuilleton TV) : Melanie LeRoy
- 1986 : News at Eleven (TV) : Christine Arnold
- 1986 - 1991 : Dallas (série télévisée) : April Stevens Ewing
- 1992 : Le Rebelle saison 1, épisode 3: Le jugement dernier (série télévisée) : Juge Lisa Stone
- 1993 - 2001 : Walker, Texas Ranger (série télévisée) : Alexandra Cahill
- 1994 : Past Tense (TV) : Emily Talbert'
- 2005 : Mystery Woman: Game Time (TV) : Jody Fiske
- 2005 : Walker, Texas Ranger : La Machination (TV) : Alex Cahill-Walker
- 2007 : Pluie infernale ( TV ) : Anna
- 2007 - 2008 : Pink (série télévisée) : Wilson
- 2013 : La Belle de Noël : Angie